# Nikolaï Saltykov
Pour les articles homonymes, voir Saltykov.
Nikolaï Ivanovitch Saltykov (en russe : Николай Иванович Салтыков), né le 31 octobre 1736 (11 novembre dans le calendrier grégorien) et mort le 28 mai 1816 (9 juin dans le calendrier grégorien)[réf. nécessaire], est un maréchal et courtisan russe. Président du Collège de Guerre de 1791 à 1802, il succéda à ce poste au prince Grigori Potemkine, président du Conseil des ministres de 1812 à 1816, commandant en chef du régiment Semionovsky de 1784 à 1787.

## Biographie
Nikolaï Saltykov est nommé, par Catherine II de Russie, précepteur du tsarévitch Paul Petrovitch de Russie (futur Paul Ier de Russie), puis il devient le précepteur du grand-duc Constantin Pavlovitch de Russie et d'Alexandre Pavlovitch de Russie (futur Alexandre Ier de Russie)
En 1791, Paul Ier de Russie nomma Nikolaï Saltykov Président du Conseil militaire, Sergueï Kouzmitch Viazmitinov lui succéda comme ministre des Forces terrestres le 8 septembre 1802 (nouveau nom de la fonction après la réforme d'Alexandre Ier de Russie en 1802, après une nouvelle réforme d'Alexandre Ier en 1815, elle prend le nom de ministre de la Guerre).

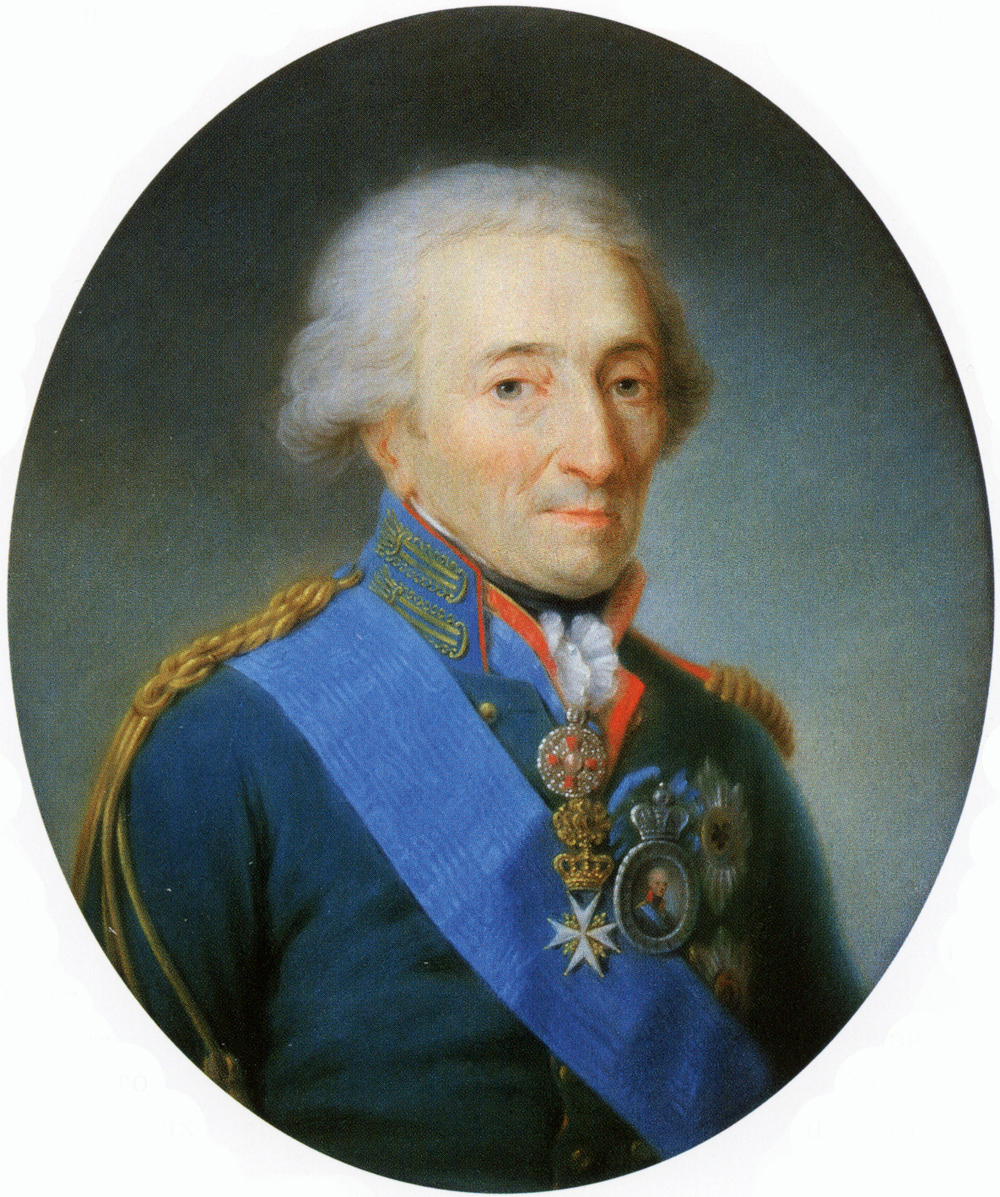
Comte Nikolai Saltykov, 1807
par Martin Ferdinand Quadal
Musée de l'Ermitage

À la mort de Paul Ier, Nikolaï Saltykov devient lieutenant de facto de l'ordre de Saint-Jean de Jérusalem dans l'attente de la nomination d'un grand maître, ce qui interviendra en 1803 avec la nomination de Giovanni Battista Tommasi.

## Distinctions
- Ordre de l'Aigle blanc
- Ordre de Saint-André

## Sources
- Alexandre Ier Le feu follet d'Alexandre Arkhanguelski